# Wim Ramaker
Wim Ramaker (Kampen, 1943 - 10 februari 1992) was een Nederlands omroepman, schrijver en dichter. Hij is geboren als zoon van de christelijk gereformeerde predikant Willem Ramaker. Zijn vader kwam enkele maanden na zijn geboorte om het leven tijdens een huiszoeking door de Duitsers.
Wim Ramaker was van 1985 tot 1989 directeur- hoofdredacteur van Radio Noord en was verantwoordelijk voor een ingrijpende reorganisatie binnen deze omroep.
In 1989 werd hij directeur van De Rode Hoed in Amsterdam en in 1991 werd hij directeur van het Nationaal Comité 4 en 5 mei.
Voor zijn directeurschap was hij onder andere werkzaam als eindredacteur van het NCRV-boekenprogramma Literama.
Hij schreef zelf proza en stelde (dicht)bundels samen van eigen werk en dat van anderen. Bekend is onder meer Sta een ogenblik stil, een samenstelling over de oorlogsmonumenten in Nederland. Ben van Bohemen maakte de foto's en Wim Ramaker de gedichten.
Van de stad Kampen kreeg hij een opdracht tot het maken van een bundel met gedichten over Kampen. Dit resulteerde in de gedichtenbundel Misschien gaan we de IJssel wel op. De gedichten in deze bundel dragen een sterk persoonlijk karakter, met onder meer verwijzingen naar zijn vader en zijn moeder. 
Wim Ramaker stierf aan de gevolgen van een hartaanval.
- International Standard Name Identifier: 0000 0000 2158 1861
- Library of Congress Control Number: n78087057
- Nederlandse Thesaurus van Auteursnamen: 069046808
- Virtual International Authority File: 57878402
- WorldCat: E39PBJgtbCrM4gkwKQxX9JRdwC